# Lac de Piediluco

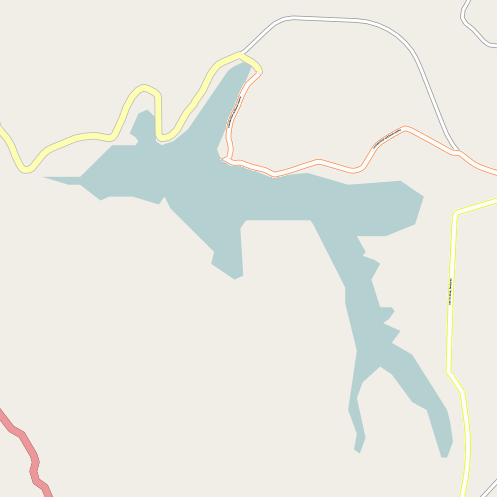
Plan du lac.

Le lac de Piedulico (en italien :  lago di Piediluco) est un lac lacustre du centre de l'Italie. Il est situé dans les provinces de Terni en Ombrie et de Rieti, aux confins du Latium.

## Description et Historique
Le lac de Pieduluco représente un des restes de l'antique « Lacus Velinus », grand bassin d'origine aluvionale qui s'est formé à partir du Quaternaire. Le lac qui possède une forme irrégulière de 13 km environ de diamètre se situe à une altitude de 375 m et a une profondeur maximale de 19 m.

## Géologie et hydrologie
Le lac est naturellement fourni en eau par le Rio Fuscello alors que les autres deux canaux, l'un qui le relie au fleuve Velino et l'autre, long de 9 km qui dévie dans le lac une partie des eaux du fleuve Nera sont d'origine humaine.
L'approvisionnement du lac en eau est régulé pour le besoin énergétique des industries de Terni et l'émissaire le fleuve Velino est dévié vers Marmore où il se jette dans le fleuve Nera en formant la Cascata delle Marmore.

## Centre de canotage
Piediluco a été choisi par la Federazione Italiana Canottaggio comme siège du centre national de canotage qui utilise le bassin pour son entrainement et les meetings internationaux.

## Faune aquatique
Poissons : chevesne, rotengle, barbus, anguille, tanche, carpe, truite, brochet et perche.